# Walewice (Bełchatów)
Pour les articles homonymes, voir Walewice.
Walewice (prononciation [valɛˈvit͡sɛ]) est un village de la gmina de Zelów, du powiat de Bełchatów, dans la voïvodie de Łódź, situé dans le centre de la Pologne.
Il se situe à environ 9 kilomètres au sud-ouest de Zelów (siège de la gmina), 18 kilomètres à l'ouest de Bełchatów (siège du powiat) et 47 kilomètres au sud-ouest de Łódź (capitale de la voïvodie).

## Administration
De 1975 à 1998, le village est attaché administrativement à l'ancienne voïvodie de Piotrków.

Depuis 1999, il fait partie de la nouvelle voïvodie de Łódź.